# Maija Grotell
Maija (Majlis) Grotell, född 19 augusti 1899 i Helsingfors, död 6 december 1973 i Pontiac, Michigan, var en finländsk-amerikansk keramiker.
Grotell bosatte sig 1929 i USA, där hon 1938 grundade den keramiska avdelningen vid Cranbrook Academy of Art. Hon är främst känd för att ha utvecklat olika glasyrer.
Nedslagskratern Grotell på planeten Merkurius är uppkallad efter henne.